# Liptena katera
Liptena katera är en fjärilsart som beskrevs av Henry Stempffer 1956. Liptena katera ingår i släktet Liptena och familjen juvelvingar. Inga underarter finns listade i Catalogue of Life.